# PDE-5-Hemmer
Phosphodiesterase-5-Hemmer (auch Phosphodiesterase-V-Hemmer oder PDE-5-Hemmer) sind Substanzen, die das cGMP-abbauende Enzym Phosphodiesterase V hemmen und somit die Konzentration von intrazellulärem cGMP erhöhen. Sie verursachen unter anderem eine Erweiterung von Blutgefäßen (Vasodilatation). Phosphodiesterase-5-Hemmer wurden ursprünglich zur Behandlung der Angina Pectoris sowie von Bluthochdruck entwickelt, finden aber heute in der Therapie der erektilen Dysfunktion und in der Therapie der pulmonalen Hypertonie Anwendung. PDE-5-Hemmer sind verschreibungspflichtig.

## Wirkmechanismus
Phosphodiesterase-5-Hemmer sind Inhibitoren der Phosphodiesterase V, einem Enzym aus der Gruppe der Phosphodiesterasen. Phosphodiesterasen sind für den Abbau der intrazellulären Botenstoffe (Second Messenger) cyclisches Adenosinmonophosphat (cAMP) und cyclisches Guanosinmonophosphat (cGMP) verantwortlich. Die Phosphodiesterase V ist in der Lage, selektiv cGMP abzubauen. cGMP seinerseits ist der Second Messenger, der durch den endothelialen Relaxationsfaktor Stickstoffmonoxid (NO) aktiviert wird und ist somit an der Relaxation von Blutgefäßen beteiligt. Da Phosphodiesterase-5-Hemmer die Inaktivierung von cGMP hemmen, führen sie zu einer Verstärkung der gefäßerweiternden Wirkung von Stickstoffmonoxid.
Die Wirkung von Phosphodiesterase-5-Hemmern kann insbesondere in Geweben beobachtet werden, in denen die Phosphodiesterase V hauptsächlich auftritt. Dazu zählen neben der glatten Muskulatur der Blutgefäße, wo Phosphodiesterase-5-Hemmer zu einer Relaxation führen, auch das Lungengewebe und Thrombozyten.

## Anwendungsgebiete

### Erektile Dysfunktion
Von besonderem Interesse für die pharmazeutische Industrie ist die Indikation erektile Dysfunktion, die sich auf die relaxierende Wirkung auf die die Schwellkörper des Penis versorgenden Blutgefäße und einer damit erleichterten Erektion begründet. Allerdings wirken PDE-5-Hemmer in dieser Weise nur dann, wenn ein sexueller Reiz im Gehirn ausgelöst wird, der entsprechende Nervenimpulse verursacht und diese an das männliche Geschlechtsorgan weiterreicht. Demnach wirken die Phosphodiesterase-5-Inhibitoren als Bindeglied zwischen sexueller Erregung und Erektion.

### Lungenhochdruck
Bereits im Jahre 2009 konnte in einer randomisierten kontrollierten Doppelblindstudie am Beispiel von Tadalafil gezeigt werden, dass PDE-5-Hemmer in hoher Dosierung erfolgreich zur Behandlungen von pulmonaler Hypertonie (Lungenhochdruck) eingesetzt werden können. Ähnliche Effekte wurden auch bei den anderen PDE-5-Hemmern beobachtet, und noch im selben Jahr erteilte die US-amerikanische FDA Zulassungen für diese Indikation. In Deutschland sind Tadalafil und Sildenafil für die Behandlung des Lungenhochdrucks zugelassen. Insbesondere im Rahmen der Covid-19-Pandemie wurden und werden PDE-5-Hemmstoffe vielerorts weltweit in der Intensivmedizin erfolgreich eingesetzt, was durch entsprechende Studien untermauert werden konnte. Eine offizielle Empfehlung für die Verwendung wurde allerdings in Deutschland nicht ausgesprochen.

## Nebenwirkungen
Die PDE-5-Hemmer haben eine Reihe von gemeinsamen Nebenwirkungen, wie z. B. Kopfschmerzen, Palpitationen, Nasenverstopfung, aber auch Kurzatmigkeit und, wenngleich selten, nachhaltige Schädigungen des Sehvermögens. Insbesondere Letztere sind aktuell Gegenstand intensiver Diskussionen.

## Substanzen
Hinsichtlich der Selektivität für die Isoform V der Phosphodiesterase kann unterschieden werden zwischen nichtselektiven Phosphodiesterase-Hemmern, wie den Methylxanthinen Coffein, Theophyllin und Theobromin, die unspezifisch verschiedene Phosphodiesterasen hemmen, und den selektiven Hemmern der Phosphodiesterase V, wie z. B. Sildenafil (Viagra, Revatio, Generika), Tadalafil (Cialis, Adcirca, Generika), Vardenafil (Levitra) und Avanafil (Spedra, seit April 2014 erhältlich).

## Wechselwirkung
Da Phosphodiesterase-5-Hemmer gefäßerweiternd wirken, können sie den Effekt von Blutdrucksenkern wie zum Beispiel von Calciumkanalblockern verstärken. Zudem können Virenhemmer, Antidepressiva und Antibiotika die Enzym-Struktur von PDE-5-Hemmern und damit die Wirksamkeit beeinflussen. Außerdem beschleunigen die Antiepileptika Carbamazepin und Phenobarbital den Abbau von Potenzmitteln.
Die Einnahme mit Nitraten und Stickstoffmonoxid-Donatoren wie Molsidomin und Amylnitrit führt zu einem Blutdruckabfall, der in Kombination mit PDE-Hemmern lebensgefährlich werden kann.